# Manczewo
Manczewo (bułg. Манчево) – wieś w Bułgarii, w obwodzie Kyrdżali, w gminie Momcziłgrad. Miejscowość jest wyludniona.